# Hallstadt
Hallstadt é um município da Alemanha, localizado no distrito Bamberg, no estado de Baviera.